# Денні Крісто
Денні Крісто (англ. Danny Kristo; нар. 18 червня 1990, Іден-Прері) — американський хокеїст, крайній нападник клубу КХЛ «Куньлунь Ред Стар». Гравець збірної команди США.

## Ігрова кар'єра
Хокейну кар'єру розпочав 2006 року.
2008 року був обраний на драфті НХЛ під 56-м загальним номером командою «Монреаль Канадієнс». 
Захищав кольори професійних команд «Гамільтон Бульдогс», «Гартфорд Вулф-Пек», «Чикаго Вулвс», «Віклс-Беррі/Скрентон Пінгвінс», «Шарлотт Чекерс», «Динамо» (Рига), «Брюнес» та «Рапперсвіль-Йона Лейкерс». Наразі ж грає за клуб КХЛ «Куньлунь Ред Стар».
Був гравцем молодіжної збірної США, у складі якої брав участь у 20 іграх. 

## Статистика

### Клубні виступи
| Сезон        | Клуб                            | Ліга         | Регулярний сезон | Регулярний сезон | Регулярний сезон | Регулярний сезон | Регулярний сезон | Плей-оф | Плей-оф | Плей-оф | Плей-оф | Плей-оф |
| Сезон        | Клуб                            | Ліга         | І                | Г                | П                | О                | ШХ               | І       | Г       | П       | О       | ШХ      |
| ------------ | ------------------------------- | ------------ | ---------------- | ---------------- | ---------------- | ---------------- | ---------------- | ------- | ------- | ------- | ------- | ------- |
| 2006–07      | Юніорська збірна США            | NTDP         | 39               | 8                | 10               | 18               | 34               | —       | —       | —       | —       | —       |
| 2007–08      | Юніорська збірна США            | NTDP         | 14               | 4                | 4                | 8                | 6                | —       | —       | —       | —       | —       |
| 2008–09      | «Омаха Лансерс»                 | ХЛСШ         | 50               | 22               | 36               | 58               | 18               | 3       | 3       | 0       | 3       | 2       |
| 2009–10      | Університет Північної Дакоти    | НКАА         | 41               | 15               | 21               | 36               | 8                | —       | —       | —       | —       | —       |
| 2010–11      | Університет Північної Дакоти    | НКАА         | 34               | 8                | 20               | 28               | 18               | —       | —       | —       | —       | —       |
| 2011–12      | Університет Північної Дакоти    | НКАА         | 42               | 19               | 26               | 45               | 33               | —       | —       | —       | —       | —       |
| 2012–13      | Університет Північної Дакоти    | НКАА         | 40               | 26               | 26               | 52               | 24               | —       | —       | —       | —       | —       |
| 2012–13      | «Гамільтон Бульдогс»            | АХЛ          | 9                | 0                | 3                | 3                | 2                | —       | —       | —       | —       | —       |
| 2013–14      | «Гартфорд Вулф-Пек»             | АХЛ          | 65               | 25               | 18               | 43               | 18               | —       | —       | —       | —       | —       |
| 2014–15      | «Гартфорд Вулф-Пек»             | АХЛ          | 72               | 22               | 24               | 46               | 35               | 15      | 3       | 3       | 6       | 2       |
| 2015–16      | «Чикаго Вулвс»                  | АХЛ          | 71               | 25               | 23               | 48               | 29               | —       | —       | —       | —       | —       |
| 2016–17      | «Чикаго Вулвс»                  | АХЛ          | 8                | 0                | 2                | 2                | 2                | —       | —       | —       | —       | —       |
| 2016–17      | «Віклс-Беррі/Скрентон Пінгвінс» | АХЛ          | 32               | 6                | 5                | 11               | 10               | —       | —       | —       | —       | —       |
| 2016–17      | «Шарлотт Чекерс»                | АХЛ          | 14               | 4                | 6                | 10               | 4                | 5       | 0       | 1       | 1       | 0       |
| 2017–18      | «Динамо» (Рига)                 | КХЛ          | 42               | 8                | 13               | 21               | 6                | —       | —       | —       | —       | —       |
| 2018–19      | «Брюнес»                        | ШХЛ          | 10               | 0                | 4                | 4                | 6                | —       | —       | —       | —       | —       |
| 2018–19      | «Рапперсвіль-Йона Лейкерс»      | НЛА          | 37               | 9                | 15               | 24               | 6                | —       | —       | —       | —       | —       |
| 2019–20      | «Рапперсвіль-Йона Лейкерс»      | НЛА          | 39               | 11               | 11               | 22               | 0                | —       | —       | —       | —       | —       |
| Усього в АХЛ | Усього в АХЛ                    | Усього в АХЛ | 271              | 82               | 81               | 163              | 100              | 20      | 3       | 4       | 7       | 2       |

### Збірна
| Рік                | Команда            | Турнір             | Місце              | І  | Г | П | О  | ШХ |
| ------------------ | ------------------ | ------------------ | ------------------ | -- | - | - | -- | -- |
| 2008               | США                | ЮЧС18              | 3                  | 7  | 3 | 3 | 6  | 2  |
| 2009               | США                | МЧС                | 5-е                | 6  | 1 | 0 | 1  | 0  |
| 2010               | США                | МЧС                | 1                  | 7  | 5 | 3 | 8  | 0  |
| 2013               | США                | ЧС                 | 3                  | 10 | 1 | 2 | 3  | 2  |
| Молодіжна збірна   | Молодіжна збірна   | Молодіжна збірна   | Молодіжна збірна   | 20 | 9 | 6 | 15 | 2  |
| Національна збірна | Національна збірна | Національна збірна | Національна збірна | 10 | 1 | 2 | 3  | 2  |